# Diatraea considerata
Diatraea considerata is een vlinder van de familie van de grasmotten (Crambidae). De wetenschappelijke naam van deze soort is voor het eerst voorgesteld door Carl Heinrich in een publicatie uit 1931.
De soort komt voor in Mexico.